# Parasenecio hwangshanicus
Parasenecio hwangshanicus là một loài thực vật có hoa trong họ Cúc. Loài này được (Ling) C.I Peng & S.W.Chung mô tả khoa học đầu tiên năm 1998.